# Run! Bitch Run!
Run! Bitch Run! è un film del 2009 diretto da Joseph Guzman. 
Pellicola thriller, prodotta negli Stati Uniti, del sottogenere revenge, che ricalca lo stile dei film d'exploitation degli anni 1970, molto simile a I Spit on Your Grave.

## Trama
La ninfomane Marla, insieme a Clint e al loro boss Lobo si trovano nel bordello di loro proprietà per divertirsi. Mentre i due ragazzi si divertono, la ragazza ha un rapporto sessuale con un uomo corpulento, il quale la tratta in malo modo. Stanca dei suoi insulti, lo uccide. Sentendo le urla, i suoi amici occorrono da lei e, insieme, nascondono il cadavere.
Catherine e Rebecca, due suore molto diverse tra di loro, sono state mandate dal convento di Santa Maria per vendere dei libri in cambio di una donazione. Arrivate in una città consigliata da un uomo, non ricevono molta accoglienza a tal punto che un ragazzo dai capelli biondi gli ruba tutti i soldi che avevano. Le due non si arrendono e bussano ad altre case, fino a quando capitano nella casa di Lobo, proprio mentre quest'ultimo uccide Carla, una sua dipendente, per avergli rubato della droga. Le ragazze assistono all'omicidio e cercano di scappare, ma vengono catturate. Mentre i due ragazzi si sbarazzano del corpo di Carla, Marla si diverte con le due suore. La ninfomane decide di giocare alla roulette russa, facendo morire Rebecca e svenire Catherine. I tre malviventi portano Catherine in un bosco dove decidono di giocare a nascondino, con la condizione che verrà violentata se i ragazzi scopriranno la sua posizione. Lobo la trova molto facilmente e la stupra brutalmente. Manda poi Clint ad ucciderla. L'uomo non riesce a farlo e la lascia andare via, mentendo al capo dicendogli che la donna è morta.
Catherine vaga per il bosco, sconvolta da quanto è successo, fino a svenire sull'orlo della strada con il suo rosario in mano. Risvegliatasi in ospedale, ruba la divisa di un'infermiera e fugge. Viene avvicinata da un pappone, ma la donna lo uccide senza alcuna titubanza. Uccide poi Dweezil, un amico di Clint, mentre stava praticando necrofilia sul cadavere di Carla. Clint, ha una discussione violenta con il proprietario di un bar e la sua ex ragazza. Andato in bagno, viene preso di sorpresa da Catherine che lo uccide. Irrompe a casa di Lobby uccidendo sia lui che Marla e compiendo la sua vendetta.
Uscendo dalla città, Catherine capisce che la vendetta non è servita a niente, se non a corrompere il suo animo. Decide quindi di porre fine alla sua vita, suicidandosi